# Uniwersytet Kalifornijski w Irvine
Uniwersytet Kalifornijski w Irvine (University of California, Irvine), skrótowo nazywany UCI lub UC Irvine – jeden z dziesięciu uniwersytetów wchodzących w skład Uniwersytetu Kalifornijskiego.

## Historia
Zlokalizowany jest ok. 60 km na południowy wschód od Los Angeles.
Nazwa uczelni pochodzi od firmy Irvine Company, która w 1959 roku przekazała Uniwersytetowi Kalifornijskiemu 1000 akrów (4 km²) ziemi za symboliczną cenę jednego dolara oraz sprzedała dodatkowe 500 akrów (2 km²). Wokół kampusu zaprojektowano miasto, które również nazywa się Irvine.

## Sport
Przy uczelni działa akademicki klub sportowy UC Irvine Anteaters zrzeszony w National Collegiate Athletic Association. Nazwa Anteaters (Mrówkojady) została zainspirowana komiksem B.C. Johnny'ego Harta. Absolwentami UCI są m.in. Mike Powell, rekordzista świata w skoku w dal oraz Greg Louganis, mistrz olimpijski w skokach do wody.

## Laureaci Nagrody Nobla, pracujący na UCI
- Dr Frank Sherwood Rowland (chemia, 1995)
- Dr Frederick Reines (fizyka, 1995)
- Dr Irwin Rose (chemia, 2004)